# Ordine di Mejīdiyye
L'Ordine di Mejīdiyye (anche di Mecidiye o di Medschidié) era un'onorificenza militare e cavalleresca dell'Impero ottomano. Esso trae origine nel nome da una moneta d'oro e d'argento turca del valore di 20 piastre coniata per la prima volta nel 1844 e che circolò nell'Arabia intera per diverso tempo. L'ordine venne istituito ufficialmente nel 1852 dal sultano Abdul Mejid I, da cui venne derivato il nome della medaglia.

## Storia

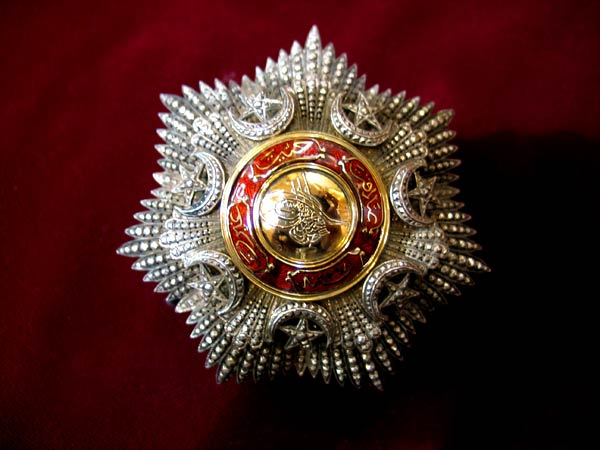
Placca dell'Ordine

Istituito nel 1852, l'ordine disponeva di cinque classi di merito. L'ordine venne concesso in gran numero proprio dal suo fondatore, il sultano Abdul Mejid I, come ricompensa a membri degli eserciti britannico o francese o sardo-piemontese e a membri della Royal Navy che aiutarono l'Impero ottomano a combattere nella Guerra di Crimea tra il 1854 ed il 1856 contro la Russia. Per l'occasione, l'Inghilterra creò una medaglia in ricordo degli eventi bellici dell'epoca che di raffronto distribuì a militari inglesi, turchi e francesi. L'ordine veniva di norma concesso agli ufficiali, ma non pochi furono anche i semplici soldati che ne furono insigniti. Nel corso della prima guerra mondiale venne anche concessa ad un gran numero di ufficiali della Germania, con la quale la Turchia era alleata.

## Gradi
L'ordine disponeva di cinque classi di benemerenza con un numero fissato di insigniti:
- I classe (50 membri)
- II classe (150 membri)
- III classe (800 membri)
- IV classe (3000 membri)
- V classe (6000 membri)

| Medaglie              | Medaglie               | Medaglie                | Medaglie               | Medaglie              |
| --------------------- | ---------------------- | ----------------------- | ---------------------- | --------------------- |
|                       |                        |                         |                        |                       |
| Nastri                |                        |                         |                        |                       |
| Cavaliere di I classe | Cavaliere di II classe | Cavaliere di III classe | Cavaliere di IV classe | Cavaliere di V classe |

## Insegna
- La medaglia consisteva in una stella che riportava sul dritto la tughra del sultano ottomano Abdul Mejid e l'iscrizione nella fascia smaltata di rosso attorno al medaglione stesso; la stella aveva sette raggi con un piccolo crescente.
- La placca era una stella raggiante a 7 punte d'argento riprendente la foggia della medaglia;
- Il nastro era rosso con una striscia verde per parte.